# Castello di Castione de’ Baratti
Das Castello di Castione de’ Baratti war eine mittelalterliche Hangburg, die in Trinzola im Ortsteil Castione de’ Baratti der Gemeinde Traversetolo in der italienischen Region Emilia-Romagna.

## Geschichte
Die ursprüngliche Verteidigungsburg ließ im 13. Jahrhundert der Baratti-Zweig der Familie Canossa auf dem linken Hang des Bachtales des Termina di Castione erbauen, und zwar stabiler als die auf der gegenüberliegenden Seite, wo die mittelalterliche Castillonio liegt.
1296 verlangte die Stadt Parma von der Familie, die Burg zu schleifen, aber die Barattis kamen diesem Wunsch nicht nach und behielten die Burg, unterhalb der sich darüber hinaus ab dem Anfang des 15. Jahrhunderts die neue Siedlung Castiono Baratorum entwickelte.
1417 ließ Uguccione dei Contrari, der seit 1409 Herr von Guardasone und Montelugolo war, Azzo Baratti gefangen nehmen und nahm ihm das Castello di Castione ab, weil der vermutete, dass dieser zusammen mit dem Markgrafen von Ravarano, Oberto Pallavicino, ein Komplott plante.
1421, nachdem der Markgraf von Ferrara, Niccolò III. d’Este Parma im Tausch gegen Reggio nell’Emilia an Filippo Maria Visconti gegeben hatte, wurde das Lehen Guardasone, das damals auch Traversetolo und Castione de’ Baratti enthielt, an den Herzog von Mailand verwirkt, der 1431 damit den Condottiere Niccolò de’ Terzi, den Krieger, belehnte, um ihn für die ihm geleistete Hilfe zu belohnen. 1449 plante der Krieger, Francesco I. Sforza, den er als Herr von Parma schlecht unterstützte, aus der Stadt zu vertreiben. Als der Condottiere Alessandro Sforza, der Bruder von Francesco, dies merkte, griff er die Burg von Guardasone an und brachte sie in seinen Besitz.
Im Jahre 1466 vergab der Herzog Galeazzo Maria Sforza das Lehen an Giovanni und Vitaliano II. Borromeo, von denen die Grafen Borromeo Arese abstammen.
In der zweiten Hälfte des 17. Jahrhunderts ließen die Herzöge von Parma, die Farneses, das Castello di Castione de’ Baratti vollständig abreißen.